# Diamante, Kalabrien
Diamante är en ort och kommun i provinsen Cosenza i regionen Kalabrien i Italien. Kommunen hade 5 249 invånare (2018).